# White Spirit (band)
White Spirit was een Britse heavy metalband uit Hartlepool, het best herinnerd voor gitarist Janick Gers die speelde met Ian Gillan, Bruce Dickinson en uiteindelijk Iron Maiden.

## Bezetting
Voormalige leden
- Bruce Ruff (leadzand, 1975-1981)
- Brian Howe (leadzang, 1981)
- Janick Gers (gitaar, 1975-1981)
- Phil Brady (basgitaar, 1975-1981)
- Graeme Crallan (drums, 1975-1981)
- Malcolm Pearson (keyboards, 1975-1981)

## Geschiedenis
White Spirit, in 1975 mede opgericht door Gers en Crallan, wordt beschouwd als onderdeel van de nieuwe golf van Britse heavy metal, hoewel hun geluid meer leek op dat van hardrockacts uit de jaren 1970 zoals Deep Purple of Uriah Heep. De band bracht hun debuutsingle Backs to the Grind uit bij het jonge heavy metal onafhankelijke label Neat Records in 1980. Het werd ondersteund met Cheetah, dat ook zou verschijnen op de Neat's Lead Weight-compilatie (en opnieuw op de retrospectieve New Wave of British Heavy Metal '79 Revisited dubbele lp/cd in 1990, samengesteld door de bekende NWOBHM-liefhebber Lars Ulrich van Metallica en voormalig Kerrang! editor Geoff Barton). White Spirit stond op verschillende andere opmerkelijke NWOBHM-compilaties zoals Volume 2 van Metal for Muthas, de Muthas Pride EP, Brute Force en 60 Minutes Plus.
Met de opkomst van de NWOBHM verhuisde White Spirit naar MCA Records, waarop ze in 1980 hun eerste en enige album uitbrachten. Het album heette simpelweg White Spirit en bevatte cover artwork van Michael Spaldin, die later aan het decorontwerp voor Gillan werkte. Datzelfde jaar verscheen White Spirit op het Reading Festival. De band kreeg een zware klap in 1981, toen hun gitarist Janick Gers een aanbod van voormalig Deep Purple-frontman Ian Gillan accepteerde om zich bij zijn solo-outfit Gillan aan te sluiten in plaats van Bernie Torme. Gers nam de albums Double Trouble en Magic op, voordat Ian Gillan besloot de band te ontbinden en zich bij Black Sabbath aan te sluiten. Gers maakte ook deel uit van de kortstondige Britse superband Gogmagog, met ook voormalige leden van Def Leppard, Iron Maiden en Whitesnake, die folden na het uitbrengen van een enige ep I Will Be There in 1985.
White Spirit-bassist Phil Brady speelde later van 1990 tot 1991 met de Teesside metalband Therapy, waardoor ze de halve finale bereikten van de Battle Of The Bands-competitie in Rio's in Bradford in 1990. Hij verliet White Spirit na hun eerste studioalbum en werd vervangen door Ian Shuttleworth. Drummer Graeme Crallan, ook wel bekend als 'Crash', kwam in 1984 bij Tank en speelde op hun Honor & Blood-album. Hij stopte het opvolgende jaar. Crallan overleed in het Royal Free Hospital, Hampstead op 27 juli 2008 na een val in York Way, Londen. Het gelijknamige album van de band werd in 2005 opnieuw uitgebracht op het Castle-label met een hele tweede schijf aan bonusmateriaal, waaronder rariteiten, demo's, alternatieve versies en takes en B-kanten. Het meest in het oog springende van deze extra nummers is het nummer Watch Out, oorspronkelijk te vinden op de 60 Minutes Plus-compilatie in 1982, opgenomen nadat zanger Bruce Ruff de band had verlaten. In plaats daarvan droegen toekomstige Ted Nugent en Bad Company-zanger Brian Howe de leadzang bij. De heruitgave wordt momenteel alleen in Japan gedrukt, waar Universal Music Japan het album in 2008 uitbracht als een geremasterde Limited Edition SHM (Super High Material-technologie) mini-lp Sleeve-cd. Deze laatste heruitgave bevatte echter niet verschillende bonustracks gevonden op de originele Castle-editie.

## Discografie

### Studioalbums
- 1980: White Spirit

### Compilaties
- 1980: Metal for Muthas Volume II (EMI Records)
- 1980: Muthas Pride (12" ep, EMI Records)
- 1980: Brute Force (MCA Records)
- 1981: Lead Weight (lp, Neat/Base Records)
- 1982: 60 Minutes Plus (cassette, Neat Records)
- 1983: All Hell Let Loose (lp, Base Records)
- 1987: Metal Minded (cd, Prism Entertainment)
- 1990: New Wave of British Heavy Metal '79 Revisited (cd, Metal Blade)

### Singles en ep's
- 1980: Backs to the Grind / Cheetah (Neat Records)
- 1980: Midnight Chaser / Suffragettes (MCA Records)
- 1980: High Upon High / No Reprieve", Arthur Guitar (MCA Records)